# Alexis Salatko
Alexis Salatko (Alexis Wladimir Marie Salatko-Petryszcze) est un écrivain français né à Suresnes le 1er janvier 1959 .

## Biographie
Alexis Salatko est le petit-fils d'un pianiste russe émigré en France après la Révolution d'octobre. D'un père médecin, il a grandi à Chatou puis à Cherbourg.

## Œuvres
- Le Tigre d'écume, Paris, Éditions Gallimard, coll. « Blanche », 1981, 289 p. (BNF 34679960)
- Le Couturier de Zviska , Paris, Presses de la Renaissance, coll. « Romans », 1984, 183 p.  (ISBN 2-85616-305-X)
- S'il pleut, il pleuvra, Paris, Presses de la Renaissance, 1987, 200 p.  (ISBN 2-85616-429-3)

- prix littéraire de la vocation 1987
- Rêves d'escales, escales de rêve suivi de Sur les rails, été 1921, Cherbourg-Octeville, France, Éditions Isoète, coll. « Rivages d’encre », 1988, 175 p.  (ISBN 2-905385-14-6)
- Vingt-deux nuances de gris, Paris, Presses de la Renaissance, coll. « Les Nouvelles françaises », 1990, 184 p.  (ISBN 2-85616-551-6)
- Bill et Bela, Paris, Presses de la Renaissance, coll. «  Les romans français », 1993, 166 p.  (ISBN 2-85616-667-9)

- bourse Thyde Monnier 1993
- Notre-Dame des Queens, phot. de Guillaume Brown, hist. de Jean-Louis Libourel et Marie-Hélène Renou-Enault, Cherbourg-Octeville, France, Éditions Isoète, 1995, 85 p.  (ISBN 2-905385-65-0)
- Mauve Haviland, Paris, Éditions du Seuil, coll. « Roman français », 2000, 384 p.  (ISBN 2-02-035959-6)
- Tube..., Cherbourg-Octeville, France, Éditions Isoète, 2002, 62 p.  (ISBN 2-913920-25-X)
- La fille qui hurle sur l'affiche, Paris, Éditions Gallimard, coll. « Blanche », 2003, 139 p.  (ISBN 2-07-076820-1)
- Milledgeville, sanctuaire des oiseaux et des fous. Flannery O'Connor, un autoportrait, Paris, Éditions Fayard, 2004, 215 p.  (ISBN 2-213-61845-3)
- Horowitz et mon père, Paris, Éditions Fayard, 2005, 187 p.  (ISBN 2-213-62265-5)

- prix Jean-Freustié 2006
- prix littéraire du Cotentin 2006
- Grand Prix Littéraire de Saint-Émilion Pomerol Fronsac 2006
- prix de la Ville de Caen 2006
- Un fauteuil au bord du vide, Paris, Éditions Fayard, 2006, 207 p.  (ISBN 2-213-62615-4)[4]

- prix François-Mauriac de l'Académie française 2007 - médaille de bronze
- prix de la reine Mathilde 2007
- China et la grande fabrique, Paris, Fayard, 2007, 385 p.  (ISBN 978-2-213-62683-3)[6]
- Céline's band, Paris, Robert Laffont, 2011, 201 p.  (ISBN 978-2-221-12584-7)[7]
- Le Parieur, Paris, Fayard, 2012, 262 p.  (ISBN 978-2-213-62685-7)[8]
- Folles de Django, Paris, Robert Laffont, 2013, 276 p.  (ISBN 978-2-221-13219-7)
- La Dernière enquête de Dino Buzzati, éd. Denoël, 2022
- Jules et Joe, Paris, éd. Denoël, 2023

- prix des Hussards 2024

## Adaptations
- 2017 : Django d'Étienne Comar (également coscénariste)